# Kópavogur
Kópavogur je druhé největší město Islandu, které se nachází v jeho jihozápadní části při pobřeží zálivu Faxaflói v Atlantském oceánu. Leží v obci stejného názvu. Leží mezi městy Reykjavík na sever a Garðabær na jih v aglomeraci Reykjavíku. V lednu 2015 zde žilo 33 205 obyvatel.

## Historie
Město bylo založeno Dány roku 1622.
Ačkoliv se do osady shromažďovalo obyvatelstvo z širokého okolí, uskutečnilo se zde mnoho historických dění. Do 30. let 20. století se zde obdělávala zemědělská půda. Roku 1948 zde žilo 900 lidí převážně rolníků. Když v roce 1955 dostal Kópavogur městský status už zde žilo okolo 4000 obyvatel.
Kópavogur se nyní stále rozšiřuje, ale není jen obytnou čtvrtí, sídlí zde přes 1000 firem. Firmy se soustřeďují hlavně na služby a na lehký průmysl.

## Architektura

### Kópavogskirkja
Kópavogskirkja je nejstarší kostel v Kópavoguru. Nachází se na kopci Borgarholt v centru města a nabízí výbornou panoramu měst Kópavogur, Reykjavík a jeho okolí. Jeho architektura je neobvyklá.
Založen byl dvěma architekty Hörður Bjarnason a Ragnar Emilsson. Začal se stavět 16. srpna 1958 a otevřen byl 16. prosince 1963. Kostel je také znázorněn na městském znaku.
Kostel připomíná Operu v Sydney od Jørna Utzona.

### Smáratorg
Smáratorg (nebo Smáratorg 3) je budova ve čtvrti Smárahverfi a je druhá nejvyšší na Islandu hned po rádiovém vysílači v Hellissanduru. Budova je dokonce vyšší než kostel Hallgrímskirkja v centru Reykjavíku. Budova má 20 pater a měří 77,6 metrů.

### Náttúrufræðistofa Kópavogs
Je přírodní muzeum. Bylo otevřeno v květnu 2002 a nyní je rozděleno na geologickou a zoologickou část.

## Partnerská města
- Tasiilaq, Grónsko
- Klaksvík, Faerské ostrovy
- Mariehamn, Alandy
- Norrköping, Švédsko
- Odense, Dánsko
- Riverton, Kanada
- Tampere, Finsko
- Bergen, Norsko
- Trondheim, Norsko
- Wu-chan, Čína